# Разумов, Владимир Фёдорович
Влади́мир Фёдорович Ра́зумов (р. 2 февраля 1948, Хабаровск) — российский учёный в области химической физики, доктор физико-математических наук, член-корреспондент РАН, заведующий лабораторией фотоники наноразмерных структур, главный научный сотрудник ИПХФ РАН, руководитель лаборатории фотоники квантово-размерных структур МФТИ, почётный профессор МФТИ, профессор МГУ, главный редактор журнала «Химия высоких энергий».
Председатель Научного центра РАН в Черноголовке с 2009 по 2012.
Глава муниципального образования «Город-наукоград Черноголовка (городской округ)» с 2012 по 2014.

### Биография
В 1973 году окончил факультет молекулярной и химической физики Московского физико-технического института (тема диплома — «К теории ионизационного равновесия в плотной плазме»).
Кандидат физико-математических наук (1979; тема диссертации — «Изучение процессов дезактивации возбуждённых состояний арилацетиленов и диарилэтиленов», специальность 01.04.17 — химическая физика), доктор физико-математических наук (1993; тема диссертации — «Фотоинициированные превращения диарилэтиленов в конденсированных средах», специальность 01.04.17 — химическая физика).
С 1973 года и по настоящее время работает в Институте проблем химической физики РАН: инженер, младший научный сотрудник (1978), старший научный сотрудник (1983); с 1992 по 1997 г. — заведующий отделом фотохимии, в 1997—2012 г. — заместитель директора по научной работе, с 1989 года и по настоящее время — заведующий лабораторией фотоники наноразмерных структур.
С 1988 года ведёт преподавательскую деятельность в МФТИ: доцент на кафедре химической физики, с 1999 года — профессор и заместитель заведующего кафедрой физики супрамолекулярных систем и нанофотоники МФТИ. С 2009 года — профессор на факультете фундаментальной физико-химической инженерии МГУ.
В 2003 году избран член-корреспондентом РАН по Отделению химии и наук о материалах по специальности «физическая химия». В 2009 году был избран председателем Научного центра РАН в Черноголовке.
В 2018 году присвоено звание «Почётный профессор МФТИ»
В настоящее время работает заведующим лабораторией фотоники наноразмерных структур, главным научным сотрудником ИПХФ РАН, руководителем лаборатории фотоники квантово-размерных структур МФТИ.

### Научная деятельность
Разумов В. Ф. — специалист в области физической химии, соавтор 450 научных работ, из них 8 монографий и 12 патентов, в том числе после избрания членом-корреспондентом РАН в 2003 году опубликовано 280 научных работ, из них 8 коллективных монографий и 12 патентов. Индекс Хирша — 20.
Разумов В. Ф. в настоящее время развивает одно из приоритетных направлений — фотоника наноразмерных и супрамолекулярных систем. За последние 10 лет в этом направлении получены важные результаты.
Установлен новый закон фотолюминесценции, состоящий в том, что для любого люминесцирующего тела отношение спектра фотолюминесценции при заданной длине волны возбуждающего света к спектру возбуждения люминесценции, регистрируемому на той же длине волны, является универсальной функцией, представляющей собой функцию Планка, нормированную на её значение на этой же заданной длине волны.
Введено новое понятие — «внутреннее» расклинивающее давление Дерягина, которое раскрывает физический смысл механизма термодинамической устойчивости обратных микроэмульсий, даёт возможность предсказывать микроструктуру нанодисперсной системы и является развитием известной теории устойчивости коллоидных растворов Дерягина-Ландау-Фервея-Овербека.
Сделан большой вклад в исследования нового класса люминофоров — коллоидных квантовых точек. Выполнен большой цикл фундаментальных и прикладных исследований в области органической электроники, предложены новые подходы для создания электролюминесцентных и фотовольтаических устройств с рекордными характеристиками.
Выполнено большое число исследований в области молекулярной фотоники, получивших мировое признание, среди них открытие фотофазового эффекта, установление новых адиабатических одноквантовых механизмов фотоизомеризации и фотоциклизации, цепных механизмов фотоизомеризации и обнаружение нарушения закона Вавилова при наличии s-изомерии.

### Основные публикации
- Наноструктурированные материалы для запасания и преобразования энергии / [В. Ф. Разумов и др.]; под ред. В. Ф. Разумова и М. В. Клюева ; Минобрнауки РФ, Федер. аг-во по образ., ГОУ ВПО «Ивановский гос. ун-т». — Иваново : Ивановский гос. ун-т, 2009. — 450 с. : ил., табл.; 21 см; ISBN 978-5-7807-0762-2
- Органические и гибридные наноматериалы: получение и перспективы применения : [В. Ф. Разумов и др.]; под ред. В. Ф. Разумова, М. В. Клюева ; Минобрнауки РФ, ФГБОУ ВО «Ивановский гос. ун-т». — Иваново : Ивановский гос. ун-т, 2015. — 674, [1] с. : ил., граф., диагр., табл.; 21 см; ISBN 978-5-7807-1121-6 : 150 экз.
- Фотоника коллоидных квантовых точек : [монография] / В. Ф. Разумов; под редакцией доктора химических наук, профессора М. В. Клюева ; Минобрнауки РФ, ФГБОУ ВО «Ивановский гос. ун-т». — Иваново : Ивановский гос. ун-т, 2017. — 269 с. : ил., табл.; 21 см; ISBN 978-5-7807-1230-5 : 500 экз.

### Под его редакцией
- Функциональные производные фуллеренов: методы синтеза и перспективы использования в органической электронике и биомедицине / П. А. Трошин [и др.]; под ред. В. Ф. Разумова и М. В. Клюева ; Минобрнауки РФ, …, ГОУ ВПО «Ивановский гос. ун-т». — 2-е изд., испр. и доп. — Иваново : Ивановский гос. ун-т, 2010. — 336, [1] с. : ил., табл.; 21 см; ISBN 978-5-7807-0792-9
- Органические и гибридные наноматериалы: получение, исследование, применение : [монография] / [А. Ф. Акбулатов, Л. А. Фролова, П. А. Трошин и др.]; под редакцией члена-корреспондента РАН В. Ф. Разумова, доктора химических наук, профессора М. В. Клюева ; Миннауки и ВО РФ, ФГБОУ ВО «Ивановский гос. ун-т». — Иваново : Изд-во Ивановского гос. ун-та, 2021. — 366 с. : ил., табл.; 22 см; ISBN 978-5-7807-1367-8 : 500 экз.

### Общественно-политическая деятельность
4 марта 2012 года Разумов, выдвинутый как независимый кандидат, победил на выборах главы муниципального образования «Городской округ Черноголовка» — он набрал 47,15 % голосов, значительно опередив всех конкурентов, включая и представителя «Единой России». 14 марта ТИК Черноголовки отменил результаты выборов на основании несвоевременного, по мнению ТИК, предоставления Разумовым документов, подтверждающих освобождение его от обязанностей, не совместимых со статусом выборного должностного лица. После этого у здания администрации произошёл стихийный митинг жителей города. 15 марта избирком Московской области отменил решение ТИК.